# The Heritage at Millennium Park
The Heritage at Millennium Park is een wolkenkrabber in Chicago, Verenigde Staten. Het gebouw staat aan 130 North Garland Court. De bouw van de woontoren begon in 2002 en werd in 2005 voltooid door Walsh Construction.

## Ontwerp
The Heritage at Millennium Park is 192,38 meter hoog, tot de hoogste verdieping gemeten is het echter 176,84 meter. Het telt 57 verdiepingen en heeft een totale oppervlakte van 103.938 vierkante meter. Het is door Solomon, Cordwell, Buenz and Associates in postmodernistische stijl ontworpen en is gebouwd met beton.
Het gebouw bevat 357 woningen en een parkeergarage met plaats voor 599 auto's. Op de laagste drie verdiepingen vindt men circa 9.290 vierkante meter aan detailhandel. Het gebouw bevat op de 9e verdieping onder andere een zonnedek, een fitnesscentrum en een zwembad.